# 瓠瓜一
海豚座α，中名瓠瓜一,又名BD+15 4222，HD 196867、SAO 106357、HR 7906，是海豚座的一颗恒星，视星等为3.77，位于銀經60.3，銀緯-15.32，其B1900.0坐标为赤經20h 34m 59.5s，赤緯+15° -15.32′ 33″。